# Salmo 10
El Salmo 10 es el décimo salmo del Libro de los Salmos , generalmente conocido en inglés por su primer versículo, en la versión de la Biblia del rey Jacobo: "¿Por qué te apartas, oh SEÑOR? ¿Por qué te escondes en tiempos de angustia?" En la Septuaginta griega y la Vulgata latina , no se trata de un salmo individual sino de la segunda parte del salmo 9, " Ut quid Domine recessisti ". Estos dos salmos consecutivos tienen la forma de un solo poema hebreo acróstico . En comparación con el Salmo 9, el Salmo 10 se centra más en la condición individual que en la humana.
El salmo es una parte regular de las liturgias judías , católicas , anglicanas y protestantes.
Interpretación católica; Grito angustioso al Señor ante la arrogancia de los impíos

## Texto

### Versión de la Biblia del rey Jacobo
1. ¿Por qué estás lejos, oh SEÑOR? ¿Por qué te escondes en tiempos de angustia?
2. Los malvados en su orgullo persiguen a los pobres: déjelos llevar por los dispositivos que han imaginado.
3. Porque el impío se jacta del deseo de su corazón, y bendice a los codiciosos, a los que aborrece Jehová.
4. Los malvados, por el orgullo de su semblante, no buscarán a Dios: Dios no está en todos sus pensamientos.
5. Sus caminos son siempre penosos; Tus juicios están muy lejos de su vista: en cuanto a todos sus enemigos, él los resopla.
6. Él ha dicho en su corazón: No seré conmovido, porque nunca estaré en la adversidad.
7. Su boca está llena de maldiciones, engaños y fraudes: debajo de su lengua hay travesuras y vanidades.
8. Se sienta en los lugares al acecho de las aldeas: en los lugares secretos asesina a los inocentes: sus ojos están en secreto en contra de los pobres.
9. Miente en secreto como un león en su guarida: acecha para atrapar a los pobres: atrapa a los pobres cuando lo arrastra a su red.
10. Se agacha y se humilla, para que los pobres caigan por sus fuertes.
11. Él ha dicho en su corazón: Dios lo ha olvidado: esconde su rostro; él nunca lo verá.
12. Levántate, oh SEÑOR; Oh Dios, levanta tu mano: no olvides a los humildes.
13. ¿Por qué los impíos condenan a Dios? Él ha dicho en su corazón: No lo requerirás.
14. Lo has visto; porque te das cuenta de la travesura y el rencor, para recompensarlo con tu mano: el pobre se compromete contigo; Tú eres el ayudante de los huérfanos.
15. Rompe el brazo del impío y del impío; busca su maldad hasta que no la encuentres.
16. El SEÑOR es Rey por los siglos de los siglos: los paganos han perecido de su tierra.
17. SEÑOR, has oído el deseo de los humildes: prepararás su corazón, harás que tu oído oiga:
18. Para juzgar a los huérfanos y a los oprimidos, para que el hombre de la tierra no pueda oprimir más.

## Comentarios de la Iglesia católica
El Salmo 10 sigue la línea de Sal 9, poniendo el énfasis en la maldad de los impíos, cuyas acciones se derivan de su avaricia, soberbia y desprecio por Dios. La interrogante inicial refleja la angustia de quien se siente abandonado por Dios ante las injusticias del mundo (v. 1), con una clara queja por el silencio divino frente al sufrimiento de los justos. El salmista, como lo describe Santo Tomás de Aquino, parece sentir que Dios se ha alejado, lo que genera un sentimiento de abandono: "al no castigar a los que nos afligen, parece que Tú nos desprecias". Este sentimiento de abandono lleva al cristiano a orar con más fervor, clamando por la intervención divina.
El mal de los impíos tiene su raíz en la avaricia y en la autosuficiencia que nacen del desprecio a Dios y sus leyes (vv. 3, 4, 8-10).  El apóstol Pablo, al citar este salmo, describe a la humanidad alejada de Dios y su justicia, mostrando la necedad y corrupción del corazón humano sin la guía divina. Los soberbios que ignoran a Dios se encuentran en total contradicción con la actitud del salmista, quien pone su esperanza en la misericordia de Dios y en su providencia, especialmente hacia los débiles y afligidos (v. 14). El salmista, confiando en el poder de Dios, pide la intervención divina en favor de los pobres y desvalidos, aquellos que sufren bajo la opresión de los malvados. La súplica es clara: que la humanidad entienda su fragilidad y se vuelva a Dios, reconociendo su absoluto señorío (vv. 16, 18). Dios, al intervenir, demuestra la falsedad de la autosuficiencia humana y la verdad de su justicia y protección para los humildes.
Este salmo invita a los cristianos a tener una profunda conciencia de la necesidad de la redención en Cristo, quien, a través de su sacrificio y victoria sobre el mal, revela el juicio justo y la misericordia de Dios hacia los oprimidos. En medio del sufrimiento, la oración se convierte en un acto de fe y esperanza, pidiendo no solo justicia para los injustamente tratados, sino también la conversión de los malvados hacia el camino de Dios.

## Contexto
El Salmo 8 tiene al hombre con un lugar especial en la creación. En contraste, ambos salmos 9 y 10 terminarán con declaraciones del hombre con una luz más negativa en los versos finales de cada uno. El Salmo 9 cierra con la fase "Ponlos en temor, Señor: para que las naciones se sepan a sí mismas como hombres, selah" Salmo 9:20  y Salmo 10:18 cierra el Salmo 10 con "... que el el hombre de la tierra ya no puede oprimir ... ".  Algunos especulan que la última palabra, 'selah', podría unir los dos salmos 9 y 10.
Ambos Salmos 9 y 10 son salmos acrósticos. El Salmo 9 comienza el acróstico con la primera mitad de las letras del alfabeto hebreo y completa el Salmo 10. Aparecen fuertemente unidos. También contrastan ya que el Salmo 9 es más victorioso y 10 más de un lamento. Algunos textos los combinan y otros no. "Los salmos 9 y 10 en hebreo se combinan como el salmo 9 en la Septuaginta".

## Usos

### Judaísmo
- Este salmo se recita durante el Aseret Yemei Teshuvá que son los diez días de arrepentimiento entre Rosh Hashaná, y Yom Kipur en algunas tradiciones.[8]
- El verso 16 es parte de los versos octavo y noveno de Yehi kevod en Pesukei dezimra ,  parte de Baruch Adonai L'Olam (Maariv) y parte del Shemá Israel.[9][10][11]
- El versículo 17 es encontrado en la repetición de la Amidá durante Rosh Hashaná.[12]

### Nuevo Testamento
- Los versículos 7 se citan en Romanos 3:14[13]

### Iglesia católica
De acuerdo con la Regla de San Benito (530 dC ), del Salmo 1 al Salmo 20 se reservaron principalmente para el Oficio de Prime (liturgia) . El Salmo 9 se canta en la versión en latín traducida de la Septuaginta griega , y por lo tanto incluye el Salmo 10, como se señaló anteriormente. Benito de Nursia había dividido este Salmo 9/10 en dos partes, una cantada al final del oficio del primer martes ( Salmo 9: 1-19 ) y la otra ( Salmo 9: 20-21 y Salmo 10: 1-18) es la primera de las tres lecturas del miércoles. En otras palabras, los primeros versos del Salmo 9 hasta "Quoniam non in finem erit oblivio pauperis: patientia pauperum non peribit in finem", formaron el tercer y último Salmo Prime desde el martes, la segunda parte del Salmo (Vulgata según su punto de vista ) fue recitado como el primer salmo del Oficio del Primer Miércoles..
Tradicionalmente, los Salmos 9 y 10 se recitaban como cuarto y quinto salmos del Maitines del domingo.
En la Liturgia de las horas actual de recita en el oficio de lecturas del martes de la primera semana. Para facilitar la comprensión se le asigna a cada salmo un título en rojo (rúbrica) que no forma parte del salmo. El título del Salmo 10 es Canto de acción de gracias.